# 인의동 (서울)
인의동(仁義洞)은 서울특별시 종로구에 있는 법정동으로, 행정동인 종로1·2·3·4가동 아래에 있다.

## 지명 유래
인의동이라는 이름은 일제가 원래의 지명과는 전혀 관계 없이 만들어 냈다. 일제가 여러 동들을 합치면서 조선 국민들의 반감을 사지 않고자, 유교의 5대 덕목 중 두 가지인 '인'(仁)과 '의'(義)를 합해 만든 이름이다.

## 연혁
- 1914년 : 등자동(登子洞), 비석동(碑石洞), 신기동(新基洞), 가정동(嘉井洞), 후정동 일부(後井洞), 연지동 일부(蓮池洞)을 인의동(仁義洞)으로 통합
- 1936년 : 인의정(仁義町)으로 변경
- 1943년 6월 : 신설된 종로구에 배속
- 1946년 10월 1일 : 인의동으로 변경